# Shifting Sands (film fra 1918)
Shifting Sands er en amerikansk stumfilm fra 1918 af Albert Parker.

## Medvirkende
- Gloria Swanson - Marcia Grey
- Joe King - John Stanford
- Harvey Clark - Henry Holt
- Leone Carton - Cora Grey
- Lillian Langdon - Stanford